# Arrondissement Palaiseau
Das Arrondissement Palaiseau ist eine französische Verwaltungseinheit, gelegen im Département Essonne und in der Region Île-de-France.

## Kantone
Das Arrondissement untergliedert sich in 12 Kantone:
- Arpajon (mit 10 von 16 Gemeinden)
- Athis-Mons
- Brétigny-sur-Orge
- Dourdan (mit 10 von 28 Gemeinden)
- Gif-sur-Yvette
- Longjumeau
- Massy
- Palaiseau
- Ris-Orangis (mit 1 von 6 Gemeinden)
- Sainte-Geneviève-des-Bois (mit 3 von 4 Gemeinden)
- Savigny-sur-Orge
- Les Ulis

## Gemeinden
Die Gemeinden des Arrondissements Palaiseau sind:
| 1. Angervilliers (91017)          | 2. Arpajon (91021)                    | 3. Athis-Mons (91027)                 | 4. Avrainville (91041)                 |
| 5. Ballainvilliers (91044)        | 6. Bièvres (91064)                    | 7. Boullay-les-Troux (91093)          | 8. Brétigny-sur-Orge (91103)           |
| 9. Breuillet (91105)              | 10. Briis-sous-Forges (91111)         | 11. Bruyères-le-Châtel (91115)        | 12. Bures-sur-Yvette (91122)           |
| 13. Champlan (91136)              | 14. Cheptainville (91156)             | 15. Chilly-Mazarin (91161)            | 16. Courson-Monteloup (91186)          |
| 17. Égly (91207)                  | 18. Épinay-sur-Orge (91216)           | 19. Fontenay-lès-Briis (91243)        | 20. Forges-les-Bains (91249)           |
| 21. Gif-sur-Yvette (91272)        | 22. Gometz-la-Ville (91274)           | 23. Gometz-le-Châtel (91275)          | 24. Guibeville (91292)                 |
| 25. Igny (91312)                  | 26. Janvry (91319)                    | 27. Juvisy-sur-Orge (91326)           | 28. Leudeville (91332)                 |
| 29. Leuville-sur-Orge (91333)     | 30. Limours (91338)                   | 31. Linas (91339)                     | 32. Longjumeau (91345)                 |
| 33. Longpont-sur-Orge (91347)     | 34. Marcoussis (91363)                | 35. Marolles-en-Hurepoix (91376)      | 36. Massy (91377)                      |
| 37. Les Molières (91411)          | 38. Montlhéry (91425)                 | 39. Morangis (91432)                  | 40. La Norville (91457)                |
| 41. Nozay (91458)                 | 42. Ollainville (91461)               | 43. Orsay (91471)                     | 44. Palaiseau (91477)                  |
| 45. Paray-Vieille-Poste (91479)   | 46. Pecqueuse (91482)                 | 47. Le Plessis-Pâté (91494)           | 48. Saclay (91534)                     |
| 49. Saint-Aubin (91538)           | 50. Saint-Germain-lès-Arpajon (91552) | 51. Saint-Jean-de-Beauregard (91560)  | 52. Saint-Maurice-Montcouronne (91568) |
| 53. Saint-Michel-sur-Orge (91570) | 54. Saint-Vrain (91579)               | 55. Sainte-Geneviève-des-Bois (91549) | 56. Saulx-les-Chartreux (91587)        |
| 57. Savigny-sur-Orge (91589)      | 58. Les Ulis (91692)                  | 59. Vaugrigneuse (91634)              | 60. Vauhallan (91635)                  |
| 61. Verrières-le-Buisson (91645)  | 62. Villebon-sur-Yvette (91661)       | 63. La Ville-du-Bois (91665)          | 64. Villejust (91666)                  |
| 65. Villemoisson-sur-Orge (91667) | 66. Villiers-le-Bâcle (91679)         | 67. Villiers-sur-Orge (91685)         | 68. Wissous (91689)                    |

## Neuordnung der Arrondissements 2017

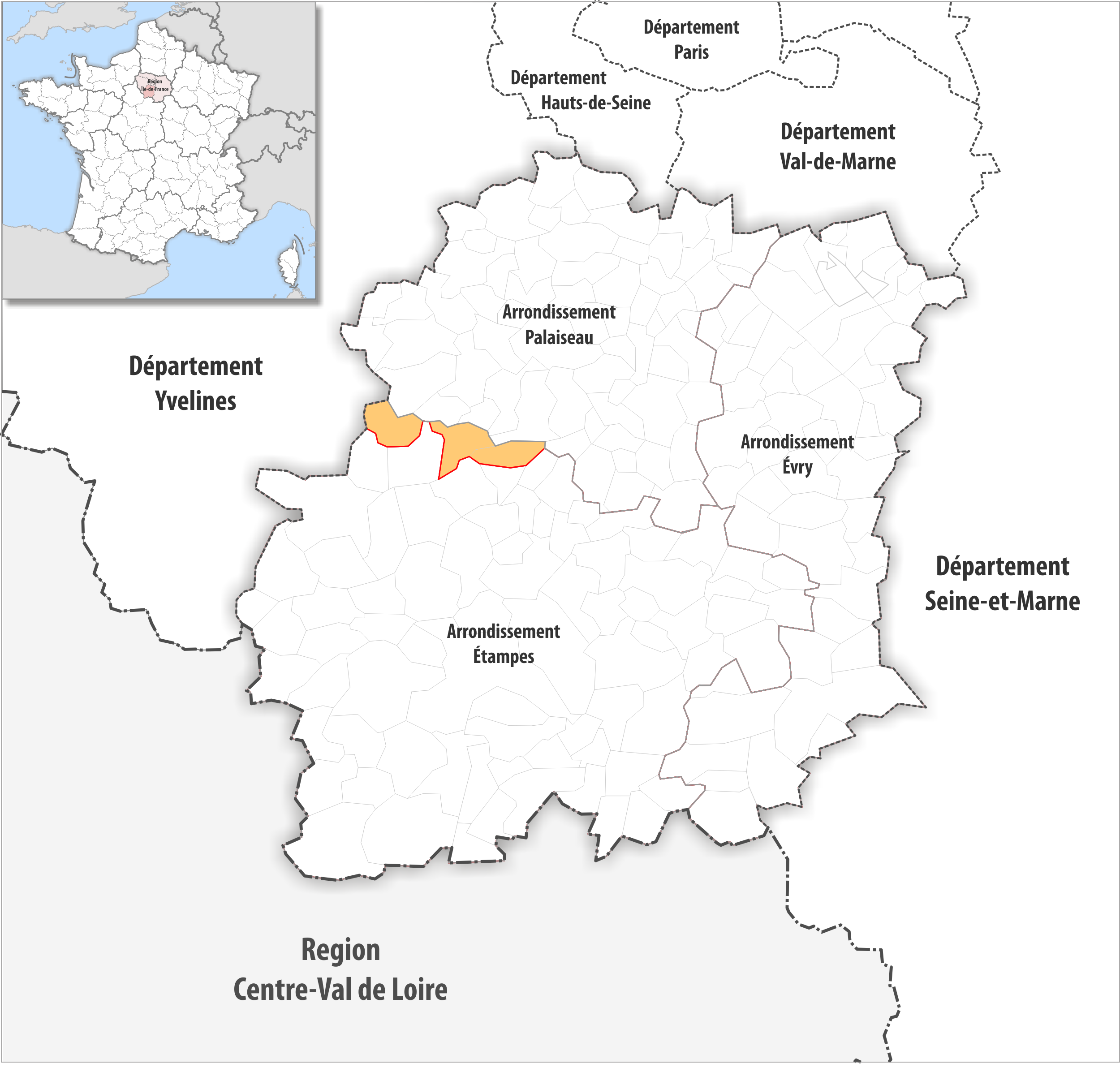
Arrondissementsanpassungen im Jahr 2017

Durch die Neuordnung der Arrondissements im Jahr 2017 wurden die drei Gemeinden Angervilliers, Breuillet und Saint-Maurice-Montcouronne aus dem Arrondissement Étampes dem Arrondissement Palaiseau zugewiesen. 